# Идеальный роман
«Идеальный роман» — книга Макса Фрая, составленная исключительно из названий и последних абзацев никогда не существовавших книг (не считая короткого предисловия, в котором объясняется замысел автора).
Представлены примеры 23 литературных жанров, рассортированные в алфавитном порядке по названию жанра. Количественное соотношение разных жанров соответствует представлению автора о предпочтениях читающей публики — больше всего детективов и женских романов, мистики, фантастики и фэнтези, эротики; есть современная проза (много латиноамериканской), «сетература», русская и зарубежная классика, шедевры средневековья и эпохи Возрождения; немного детских книжек, эзотерическая литература, юмор и др.

Разумеется, здесь представлены только образцы художественной литературы, поскольку человек, с волнением заглядывающий в конец справочника ветеринара или англо-русского словаря, — явление замечательное, но маловероятное.
Названия некоторых из несуществующих книг вызывают однозначные аналогии с книгами существующими и хорошо известными — например, «Пикко, который живёт в водосточной трубе» («Карлсон, который живёт на крыше»), «Метроном Ларошфуко» («Маятник Фуко»). Но в основном изображаются не конкретные книги, а жанровые стереотипы.
Первоначально роман появился на сайте Макса Фрая и долгое время был известен только пользователям Интернета (которых в России в 1990-е годы было намного меньше, чем сейчас). Позже он был дополнен и опубликован в бумажном виде в одной книге с эссе «Власть литературы» о приёмах, используемых авторами, чтобы привлечь читателей.
«Человек читающий в системе массовых коммуникаций превращается в человека участвующего, человека пишущего. Показателен в этом отношении эксперимент Макса Фрая с его „Идеальным романом“», — считает Мария Черняк, рассуждая о категории автора в современной литературе. — «Публикуя в своем «Идеальном романе» только заголовок и конец литературного произведения, автор даёт возможность «идеальному читателю» пережить в своём воображении чтение всего гипотетического романа.»